# Single Drunk Female
Single Drunk Female, ou Femme ivre et célibataire au Québec, est une série télévisée américaine en vingt épisodes d'environ 22 minutes créée par Simone Finc et diffusée entre le 20 janvier 2022 et le 10 mai 2023 sur Freeform.
Au Canada et dans les pays francophones, elle est diffusée depuis le 6 avril 2022 sur le service Disney+, via l'extension Star. Au Québec, elle est diffusée à partir du 13 avril 2023 sur Vrak.

## Synopsis
Samantha Fink, une alcoolique de vingt-huit ans, est obligée de retourner vivre chez sa mère après avoir touché le fond.

## Distribution

### Acteurs principaux
- Sofia Black-D'Elia (VFB : Séverine Cayron) : Samantha Fink
- Rebecca Henderson (VFB : Delphine Moriau) : Olivia
- Sasha Compère (VFB : Fanny Dreiss) : Brit
- Lily Mae Harrington (VFB : Audrey d'Hulstère) : Felicia
- Garrick Bernard (VFB : Pierre Lognay) : James
- Ally Sheedy (VFB : Sophie Landresse) : Carol Fink

### Acteurs récurrents
- Jon Glaser (en) (VFB : Philippe Allard) : Nathaniel
- Madison Shepard (VFB : Sophie Pyronnet) : Gail Williams
- Jojo Brown (VFB : Maxime Van Santfoort) : Melinda « Mindy » Moy
- Ian Gomez (VFB : Thierry Janssen) : Bob
- Charlie Hall (VFB : Maxime Donnay) : Joel
- Madeline Wise (VFB : Claire Tefnin) : Stephanie
- Tom Simmons (en) (VFB : Alain Eloy) : Ronnie

### Invités spéciaux
- Bob the Drag Queen : elle-même (saison 2)
- Molly Ringwald : Alice[3] (saison 2)
- Busy Philipps : Darby (saison 2)

Doublage
- Studio : Titra Film (Belgique)
- Direction artistique : Aurélien Ringelheim
- Adaptation : Néda Naghibi, Paulin Pujol, Solenn Manescau, Julien Paschal

Source: carton de doublage sur Disney+

## Production

### Développement
En septembre 2019, Freeform passe la commande d'un épisode pilote. Satisfaite, la chaîne passe la commande d'une première saison composée de dix épisodes en février 2021. Il est dévoilé que la série est créée par Simone Finc et produite par Leslye Headland, Jenni Konner et Phil Traill. Le studio 20th Television est également chargé de produire la série.
Le 26 avril 2022, la série est renouvelée pour une deuxième saison.
Le 30 juin 2023, la série est annulée.

### Casting
Lors de la commande du pilote, Sofia Black-D'Elia et Ally Sheedy sont annoncés à la distribution. Lors de la commande, Rebecca Henderson, Sasha Compère, Lily Mae Harrington et Garrick Bernard viennent compléter la distribution principale de la série.

## Épisodes

### Première saison (2022)
1. Épisode pilote (Pilot)
2. Un jour à la fois (One Day at a Time)
3. Désolée, mais… (I'm Sorry, But…)
4. Les Risques de la Saint-Patrick (Shamrocks and Shenanigans)
5. L'Amour sobre (Sober for the D and V)
6. À bientôt, j'espère (Look Me Up Sometime)
7. New York
8. James
9. Parent responsable (Higher Parent)
10. Un Mariage (A Wedding)

### Deuxième saison (2023)
Elle a été diffusée à partir du 12 avril 2023.
1. Promotion
2. Grant Me the Serenity
3. Normie
4. 4th Step
5. Defining Relationships
6. Keeping it Professional
7. Shiva
8. Darby
9. Coming Clean
10. Group of Drunks